# Thundra (personaggio)
Thundra è un personaggio dei fumetti creato da Roy Thomas e Gerry Conway (testi), John Buscema (disegni), pubblicato dalla Marvel Comics. La sua prima apparizione avviene in Fantastic Four (vol. 1) n. 129 (dicembre 1972).

## Storia editoriale
Il personaggio venne originariamente creato da Stan Lee e John Romita Sr. per una storia che venne pubblicata su Savage Tales n. 1 del 1971. In seguito Roy Thomas recuperò il personaggio e lo introdusse nella continuity Marvel ufficiale.

## Biografia
Thundra è una guerriera proveniente da un XXIII secolo alternativo (Terra 715). In questa linea temporale la Terra è conosciuta come Femizonia ed è governata da una società di amazzoni guerriere, potenziate geneticamente e addestrate alla battaglia. Thundra venne mandata indietro nel tempo con la missione di sconfiggere La Cosa, considerato l'uomo più forte del pianeta, e provare così che le donne sono superiori agli uomini in modo da terminare una guerra in stallo tra Femizonia e il pianeta Machus, sua controparte maschile.

## Poteri e abilità
In seguito ad una manipolazione genetica, Thundra ha una forza sovrumana e resistenza alle lesioni fisiche sufficienti per permetterle di competere con la Cosa. La sua velocità, resistenza, agilità e riflessi sono intensificati al picco delle naturali capacità umane. Inoltre è una guerriera esperta nelle tecniche di combattimento del XXIII secolo, tanto da essere considerata la migliore guerriera di Femizonia.

## Versioni alternative
In un'altra linea temporale futura, identificata come Terra 8009, Thundra ha avuto con Hulk una figlia di nome Lyra.

## Altri media

### Televisione
Thundra compare in Ultimate Spider-Man, doppiata da Tara Strong.

### Videogiochi
Thundra compare in Marvel: Avengers Alliance.